# آيت بوحقي (تيداس)
آيت بوحقي هي إحدى مشيخات المملكة المغربية، تتبع جغرافيا لإقليم الخميسات وإداريًا لتيداس. يقدر عدد سكانها بـ 302 نسمة حسب الإحصاء الرسمي للسكان والسكنى لسنة 2004.